# Linda Keough
Linda Keough (ur. 28 grudnia 1963 w Hackney w Londynie) – angielska lekkoatletka, sprinterka.

## Osiągnięcia

### Igrzyska olimpijskie
| Miejsce | Dzień          | Rok  | Miejscowość | Konkurencja        | Czas biegu  | Strata    | Zwycięzca     |
| ------- | -------------- | ---- | ----------- | ------------------ | ----------- | --------- | ------------- |
| 18.     | 24 września    | 1988 | Seul        | bieg na 400 m      | 51,91 s     | -         | Olha Bryzhina |
| 6.      | 1 października | 1988 | Seul        | sztafeta 4 × 400 m | 3:26,89 min | + 11,72 s | ZSRR          |

### Mistrzostwa świata
| Miejsce | Dzień       | Rok  | Miejscowość | Konkurencja        | Czas biegu  | Strata   | Zwycięzca         |
| ------- | ----------- | ---- | ----------- | ------------------ | ----------- | -------- | ----------------- |
| 12.     | 26 sierpnia | 1991 | Tokio       | bieg na 400 m      | 50,98 s     | -        | Marie-José Pérec  |
| 4.      | 1 września  | 1991 | Tokio       | sztafeta 4 × 400 m | 3:22,01 min | + 3,58 s | ZSRR              |
| 13.     | 16 sierpnia | 1993 | Stuttgart   | bieg na 400 m      | 52,56 s     | -        | Jearl Miles       |
| brąz    | 22 sierpnia | 1993 | Stuttgart   | sztafeta 4 × 400 m | 3:23,41 min | + 6,70 s | Stany Zjednoczone |

### Mistrzostwa Europy
| Miejsce | Dzień       | Rok  | Miejscowość | Konkurencja        | Czas biegu  | Strata   | Zwycięzca        |
| ------- | ----------- | ---- | ----------- | ------------------ | ----------- | -------- | ---------------- |
| 5.      | 29 sierpnia | 1990 | Split       | bieg na 400 m      | 51,22 s     | + 1,72 s | Grit Breuer      |
| brąz    | 1 września  | 1990 | Split       | sztafeta 4 × 400 m | 3:24,78 min | + 3,76 s | NRD              |
| 13.     | 9 sierpnia  | 1994 | Helsinki    | bieg na 400 m      | 53,63 s     | -        | Marie-José Pérec |
| 4.      | 14 sierpnia | 1994 | Helsinki    | sztafeta 4 × 400 m | 3:24,14 min | + 1,80 s | Francja          |

## Rekordy życiowe
- bieg na 400 m – 50,98 (1991)